# 고후역
고후역(일본어: 甲府駅, こうふえき)은 일본 야마나시현 고후시에 있는 동일본 여객철도 주오 본선 및 도카이 여객철도 미노부 선이 환승하는 역이다. 역은 동일본 여객철도관할이다.
특급 카이지호의 종착역이자 주오 선을 운행하는 모든 특급열차가 정차하는 역이다.

## 타는 곳
| 1    | ■주오 본선 | 니라사키・고부치자와・가미스와・마쓰모토 방면                                     |
| 2・3 | ■주오 본선 | 엔잔・오쓰키・하치오지・신주쿠 방면                                               |
| 2・3 | ■주오 본선 | 니라사키・고부치자와・가미스와・마쓰모토 방면（대부분이 이 역에서 출발하는 경우） |
| 5・6 | ■미노부 선 | 가지카자와구치・미노부・후지 방면                                                 |

## 인접역
| 동일본 여객철도 주오 본선 | 동일본 여객철도 주오 본선 | 동일본 여객철도 주오 본선 |
| ------------------------- | ------------------------- | ------------------------- |
| 사카오리 다치카와 방면    | ■ 주오 본선 보통          | 류오 마쓰모토 방면        |
| 도카이 여객철도 미노부 선 |                           |                           |
| 가넨테 후지 방면          | ■ 미노부 선               | 시·종착역                 |